# Antonio Marino Priuli
Antonio Marino Priuli (ur. 17 sierpnia 1707 na morzu podczas drogi rodziców do Wenecji  – zm. 26 października 1772 w Treville) – włoski duchowny katolicki, kardynał, biskup Padwy.

## Życiorys
Święcenia kapłańskie przyjął 10 września 1730. 19 grudnia 1748 został wybrany biskupem Vicenzy. Sakrę otrzymał 18 stycznia 1739 w Rzymie z rąk kardynała Pietro Ottoboniego. 2 października 1758 Klemens XIII wyniósł go do godności kardynalskiej z tytułem prezbitera Santa Maria della Pace, a od 19 kwietnia 1762 z tytułem S. Marci. 6 kwietnia 1767 objął biskupstwo Padwy, na którym pozostał już do śmierci. Wziął udział w konklawe wybierającym Klemensa XIV.